# Dranse de Ferret
A Dranse de Ferret  é um pequeno curso de água de origem glaciar que nasce no cantão do Valais e é um afluente da Dranse de Entremont.
Nasce no Grande Golliaz e percorre o Vale Ferret para se juntar perto de Orsières com a  Dranse de Entremont para formarem assim a Dranse, um dos afluentes do rio Ródano, perto de Martigny.